# ミササガ通り

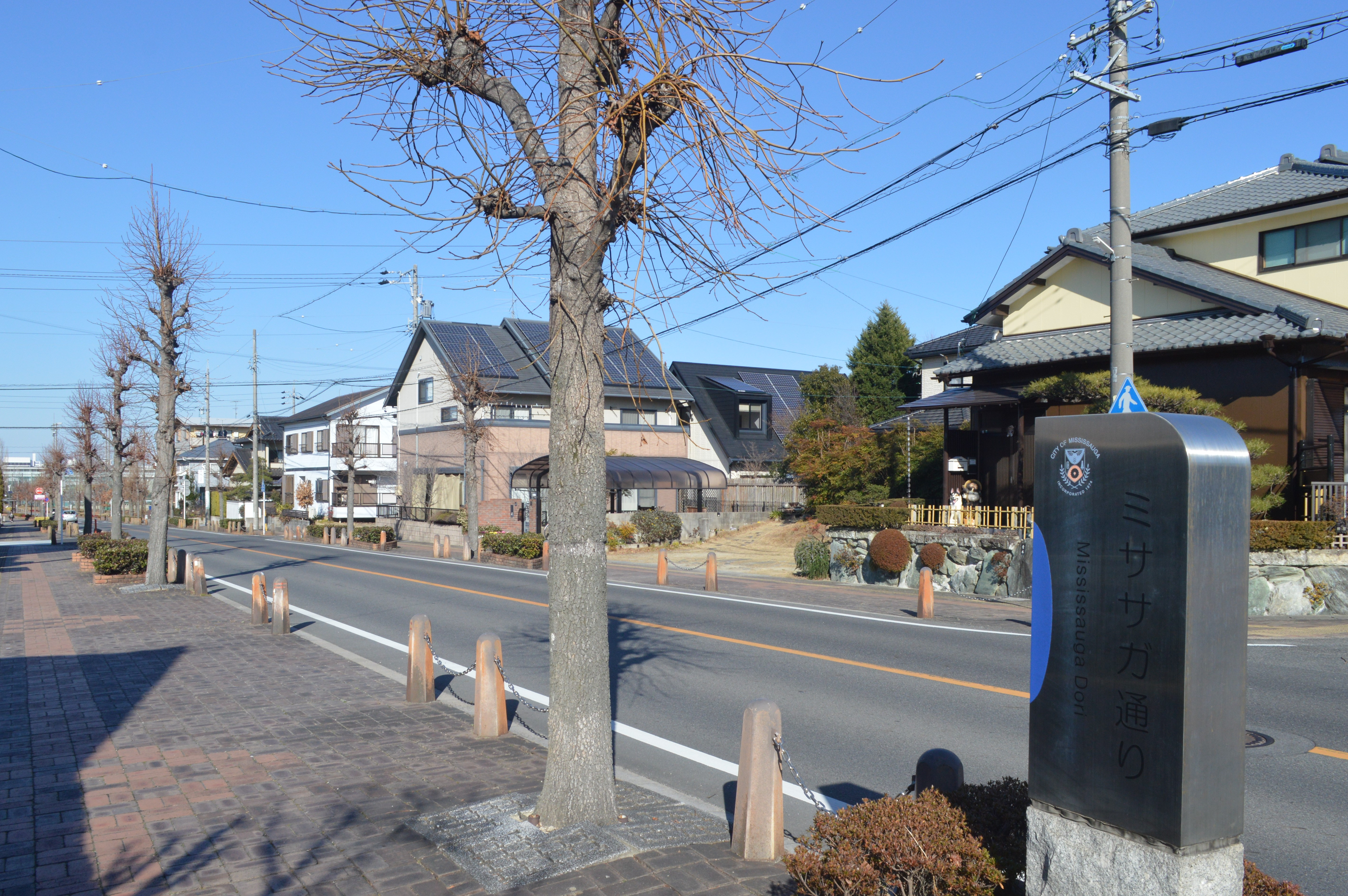
ミササガ通り

ミササガ通り（ミササガどおり）とは、愛知県刈谷市内を通る市道の愛称名である。

## 概要
2001年（平成13年）に刈谷市の市制50周年とカナダのオンタリオ州ミササガ市との姉妹都市提携20周年を記念してミササガパークが整備された。それと一体的にカナダをイメージして市道が整備がされたことから、この道路はミササガ通りと命名された。
1983年（昭和58年）に設立された「刈谷市国際友好協会」を通じ、刈谷市とミササガ市はさまざまな交流を行ってきた。ミササガ市内には「Kariya Park」や、「Kariya Drive」など「刈谷」の名を冠した公園や道路がある。
ミササガ通りの沿道にはカエデが植えられており、毎年秋が深まる季節になると色鮮やかな紅葉が通りを演出する。また「ミササガ橋」と命名された猿渡川に架かる橋にはミササガ市の市章のほかにサーモンやメイプルリーフなどの意匠があしらわれている。

### 姉妹都市提携
1980年（昭和55年）11月、カナダ･オンタリオ州ミササガ市より、日本の刈谷市との姉妹都市提携を希望する書簡が届いた。翌年1981年（昭和56年）1月、日本企業関係者がミササガ市長ヘーゼル･マッキャリオンの親書を携えて刈谷市に訪問する。これに対して刈谷市側は慎重な態度をとり、まず調査団をミササガ市に送った。ところがミササガ市側は同日のうちに姉妹都市提携を宣言した。こうした問題があったものの、スポーツ･文化面での交流を中心に友好を深める線で合意に達し、調査団の帰国後、刈谷市側も議会で承認可決した。姉妹都市提携の調印式は、1981年（昭和56年）7月6日にカナダのミササガゴルフカントリークラブでとり行われた。
しかしその後、一時は音信が途絶え、また議会先行の提携であったためか市民レベルでの交流はなかった。そこで次にアメリカ･ミシガン州のフリント市が姉妹都市提携を申し入れてきたが、これに対し当時の宮田刈谷市長は明確な回答を避けた。ようやく1983年（昭和58年）4月になって「刈谷市国際友好協会」が発足したことによってミササガ市との具体的な交流が始まった。

### 友好の森
ミササガ通り沿いにあり、ミササガパークと双葉グラウンドの間にある公園。刈谷市市制50周年記念事業の一環として整備された都市計画公園で、その愛称は市民からの募集により決定したもの。刈谷市とミササガ市との友好の意味が込められている。

## 区間
- 愛知県刈谷市半城土町（半城土町南大湫交差点）から同市田町2丁目（田町2丁目交差点）までを南北に通る
  - 延長：約735m

## 交通規制
- 標識により全線にわたって駐車禁止、追越しのための右側部分はみ出し通行禁止。

## 接続する路線
- 刈谷市道元刈谷重原線
- 刈谷市道刈谷桜井線

## 沿線・周辺
- ミササガパーク
- ミササガ橋

## 参考
- 『刈谷市史第4巻（現代）』（刈谷市史編さん編集委員会）